# Daniele Del Giudice
Daniele Del Giudice, (Venecia, 11 de enero de 1949- Venecia, 2 de septiembre de 2021) fue un escritor y profesor italiano de literatura de origen suizo, del cantón de los Grisones.

## Biografía
Daniele Del Giudice fue ingeniero de formación. Conoció el éxito con su primera novela, El estadio de Wimbledon, publicada en 1983. Fue publicada en español por la editorial Anagrama y fue adaptada al cine por Mathieu Amalric en 2002. La novela está centrada sobre la figura de Roberto Bazlen, un escritor extraño que nunca ha publicado.
Residió en Venecia.